# Nectriopsis parmeliae
Nectriopsis parmeliae är en svampart som först beskrevs av Berk. & M.A. Curtis, och fick sitt nu gällande namn av M.S. Cole & D. Hawksw. 2001. Nectriopsis parmeliae ingår i släktet Nectriopsis och familjen Bionectriaceae.   Inga underarter finns listade i Catalogue of Life.